# Matelea sugillata
Matelea sugillata är en oleanderväxtart som beskrevs av W.D. Stevens. Matelea sugillata ingår i släktet Matelea och familjen oleanderväxter. Inga underarter finns listade i Catalogue of Life.